# 가톨릭 톨레도 대교구

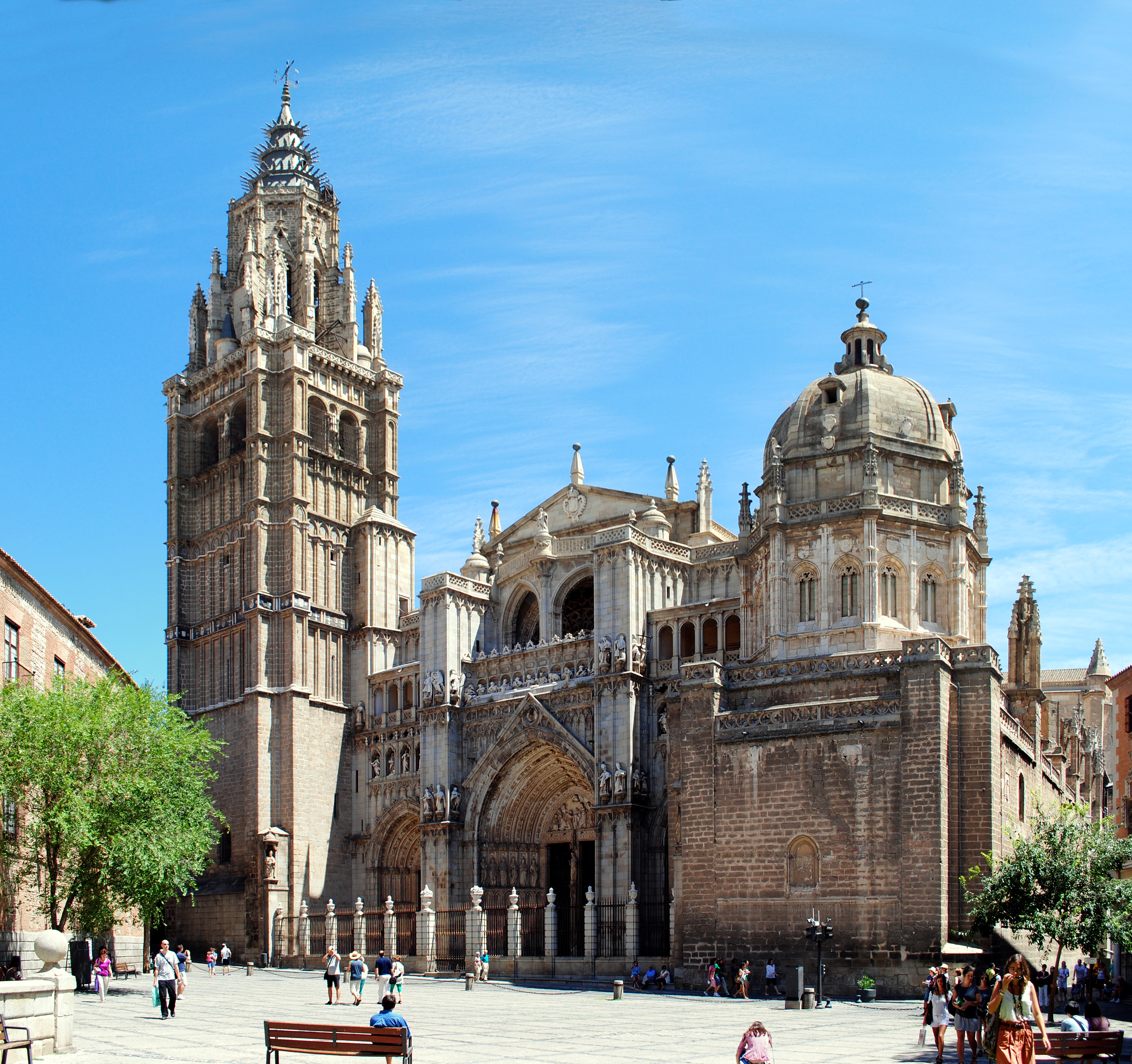

톨레도 대교구(라틴어: Archidioecesis Toletana)는 스페인 톨레도에 있는 로마 가톨릭교회 대교구이다. 전승에 의하면, 1세기 성 대 야고보에 의해 설립되었다고 전해지며, 313년 교구에서 대교구로 격상되었다. 주교좌 성당은 톨레도 대성당이다. 현재 톨레도 대교구장은 톨레도 관구의 관구장이면서 스페인 수석 대주교이기도 하다.